# Genitiu de Tui
Genitiu, també anomenat Genetiu, va ser un religiós hispanovisigot, bisbe de Tui aproximadament entre els anys 665 i 681.
El seu nom apareix en el III Concili de Braga de l'any 675. El metropolità de Braga feia molt de temps que no havia pogut reunir concili a la seva jurisdicció. La seva arxidiòcesi, a més, amb la incorporació del regne sueu, havia sigut reduïda a la Gal·lècia, amb els seus límits antics originals. Això va afectar Tui, que va deixar de reconèixer a Lugo com a seu metropolitana. Genitiu era el bisbe més antic present al concili, perquè ocupava el primer lloc dels subscriptors episcopals després dels metropolitans, que significa que feia diversos anys que ocupava la diòcesi. Signà els decrets amb la fórmula Genetivus in Christi nomine Ecclesiae Tudensis Episcopus. Va continuar governant el bisbat de Tui almenys fins al 681, perquè el gener d'aquell any va assistir al XII Concili de Toledo, i el va subscriure com un dels bisbes més antics. Degué morir poc després, perquè el seu successor, Oppa, apareix documentat el 683.